# Gare de Labrosse - Augerville
La gare de Labrosse - Augerville est une ancienne gare ferroviaire française de la ligne de Villeneuve-Saint-Georges à Montargis, située sur le territoire de la commune d'Augerville-la-Rivière, dans le département du Loiret, en région Centre-Val de Loire.

## Situation ferroviaire
La gare se trouve sur le tronçon non exploité entre Malesherbes et Auxy - Juranville de la ligne de Villeneuve-Saint-Georges à Montargis. Elle est la première gare après Malesherbes dans la direction de Montargis.